# Qingdao Zuqiu Julebu
Il Qingdao Zuqiu Julebu (cinese semplificato: 青岛祖秋朱勒布; cinese tradizionale: 青島祖秋朱勒布; pinyin: Qīngdǎo Zúqiú Jùlèbù), meglio noto come Qingdao e precedentemente conosciuto come Qingdao Huanghai, era una società calcistica cinese professionista, che militava nella Super League cinese su licenza della Chinese Football Association. La squadra aveva sede a Qingdao e lo stadio di casa era lo stadio Qingdao Guoxin che ha una capienza di 45 000 posti.
Il club era di proprietà della Qingdao Central Plaza Business Management Co., Ltd. che gli aveva dato vita il 29 gennaio 2013.

## Storia
Il Qingdao Hainiu è stato fondato il 29 gennaio 2013 da ex giocatori e allenatori dello Shandong che includevano Qi Wusheng come presidente, Hao Haidong come direttore e Su Maozhen come direttore generale. Con il sostegno finanziario di 20 milioni di Yuan dal Qingdao Central Plaza Business Management Co., Ltd il club scelse il nome Hainiu (海牛), che significa "The Sea Bulls" nonostante fosse già usato dal Qingdao Hainiu, un'altra squadra di calcio di Qingdao, tra il 1994 e il 2004 e ripreso nel 2021, sperando di ispirare l'epoca d'oro del calcio di Qingdao. Sul campo la squadra mostrò il proprio dominio all'interno del campionato e superò la fase a gironi da imbattuta, in seguito vinse anche con il Meixian Super-X e lo Shenzhen Fengpeng raggiungendo la finale degli spareggi. In finale il club sconfisse l'Hebei Zhongji per 3-1 e ottenne la promozione al secondo livello, vincendo un milione di Yuan come premio in denaro con altri 3 milioni vinti durante la stagione.
Il 31 gennaio 2015, il Qingdao Huanghai Pharmaceutical Co., Ltd. acquistò una quota del 51% del club. Il 3 luglio 2015, il giocatore serbo Goran Gogić crollò e perse conoscenza dopo una sessione di allenamento con il club. Morì più tardi lo stesso giorno. Il Qingdao Hainiu ha concluso all'11º posto nella stagione 2015. Il 30 dicembre 2015, il Qingdao Hainiu cambiò nome in Qingdao Huanghai dopo che Qingdao Huanghai Pharmaceutical Co., Ltd. prese il pieno controllo del club. Il Qingdao Huanghai arrivò a 59 punti, pari con Tianjin Quanjian e Guizhou Zhicheng, sotto la guida dell'allenatore spagnolo Jordi Vinyals nella stagione 2016, ma i loro punti negli scontri diretti erano peggiori degli altri due club, non riuscendo così ad essere promossi in Super League cinese.
Nei 2 anni successivi, il club si è avvicinato ogni volta alla promozione ma non è mai stato all'altezza, arrivando al quarto posto nella League One. Nella stagione 2019 il club ha guadagnato il primo posto e ottenuto la promozione.

## Palmarès

### Competizioni nazionali
- China League One: 1

2019
- China League Two: 1

2013

## Rosa Attuale
Aggiornato il 26 aprile 2021
| N. |                    | Ruolo | Calciatore          |
| -- | ------------------ | ----- | ------------------- |
| 1  | Cina (bandiera)    | P     | Zhizhao Li          |
| 2  | Cina (bandiera)    | D     | Jiang Weipeng       |
| 3  | Cina (bandiera)    | C     | Fang Xinfeng        |
| 4  | Cina (bandiera)    | D     | Wang Hao            |
| 5  | Cina (bandiera)    | D     | Li Peng             |
| 7  | Cina (bandiera)    | C     | Gao Xiang           |
| 9  | Croazia (bandiera) | A     | Dejan Radonjić      |
| 10 | Francia (bandiera) | C     | Romain Alessandrini |
| 11 | Cina (bandiera)    | A     | Bari Mamatil        |
| 13 | Cina (bandiera)    | C     | Yang Likai          |
| 14 | Cina (bandiera)    | A     | Song Runtong        |
| 16 | Cina (bandiera)    | C     | Lü Peng             |
| 18 | Cina (bandiera)    | P     | Zhao Shi            |
| 19 | Cina (bandiera)    | C     | Zhu Ting            |
| 20 | Cina (bandiera)    | C     | Wang Fei            |

| N. |                   | Ruolo | Calciatore          |
| -- | ----------------- | ----- | ------------------- |
| 21 | Cina (bandiera)   | C     | Wang Wei            |
| 22 | Cina (bandiera)   | P     | Liu Zhenli          |
| 23 | Cina (bandiera)   | D     | Liu Jiashen         |
| 24 | Cina (bandiera)   | C     | Hu Jiali            |
| 25 | Cina (bandiera)   | D     | Zou Zheng           |
| 26 | Serbia (bandiera) | D     | Jagoš Vuković       |
| 28 | Ghana (bandiera)  | C     | Emmanuel Badu       |
| 29 | Cina (bandiera)   | C     | Ruan Zhexiang       |
| 30 | Cina (bandiera)   | A     | Memet-Abdulla Ezmat |
| 31 | Cina (bandiera)   | D     | Liu Jian            |
| 32 | Cina (bandiera)   | C     | Yang Yu             |
| 33 | Cina (bandiera)   | C     | Ji Xiaoxuan         |
| 35 | Cina (bandiera)   | D     | Haochen Zhang       |
| 37 | Cina (bandiera)   | A     | Ezimjan Erpan       |